# الإنجليزية لغة ثانية

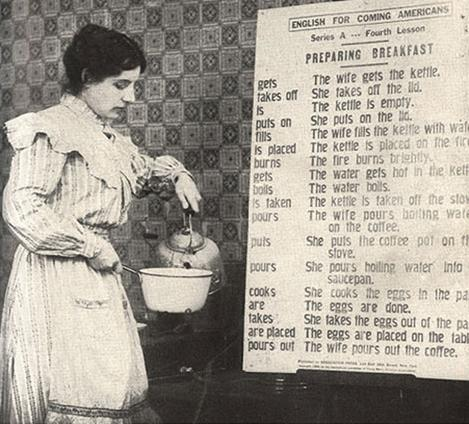

تدريس الإنجليزية لغةً ثانيةً (ESL إي إس إل) أو أجنبية (EFL إي إف إل) دورة تعليمية للطلاب غير الناطقين باللغة الإنجليزية. تدرس في البلاد الغربية بشكل واضح خاصة في بريطانيا، كندا، الولايات المتحدة الأمريكية، وأستراليا وفي الغالب في البلدان التي تتخذ الإنجليزية لغة رسمية لها.

## امتحانات للدارسين
- الاختبار الدولي لإتقان الإنجليزية أو iTEP، ماركة مسجلة لشركة بوستن للخدمات التعليمية، من قبل الرئيس السابق لمعهد (ELS) لتدريس اللغة الإنكليزية، السيد بيري ايكنس ”Perry Akins“، iTEP الأكاديمي ويستعمل من قبل الجامعات ومعاهد اللغة والمعاهد الأكاديمية مثل جامعة ولاية كاليفورنيا الأمريكية، يستخدم iTEP للأعمال في الشركات والحكومات، ويستخدم iTEP المدارس الثانوية لقياس مستوى طلاب الثانوية والمتوسطة.